# Dolany, Mělník
Dolany là một làng thuộc huyện Mělník, vùng Středočeský, Cộng hòa Séc.